# 真皂鱸
真皂鱸，為輻鰭魚綱鱸形目鱸亞目鮨科的其中一種，分布於西大西洋區，從百慕達群島、美國佛羅里達州至巴西、東大西洋區，從茅利塔尼亞至安哥拉海域，棲息深度1-62公尺，體長可達35公分，生活在沙石混合的海域，為底棲性魚類，屬肉食性，當遇到驚嚇時皮膚會分泌有毒的黏液，可做為食用魚及觀賞魚。

## 擴展閱讀
- 真皂鱸的图片 （页面存档备份，存于）